# Sant Joan Baptista de Censà (església vella)
Sant Joan Baptista de Censà és l'antiga església parroquial del poble nord-català de Censà, a la comuna del mateix nom, de la comarca del Conflent.
Està situada al sud-est del nucli urbà de Censà, al costat del cementiri.

## Història
Sant Joan Baptista de Censà és esmentada per primer cop l'any 1189, en una venda dins del territori de la seva parròquia. Fou l'església parroquial de Censà fins al segle xix, quan es construí un nou temple al bell mig del poble.

## L'edifici

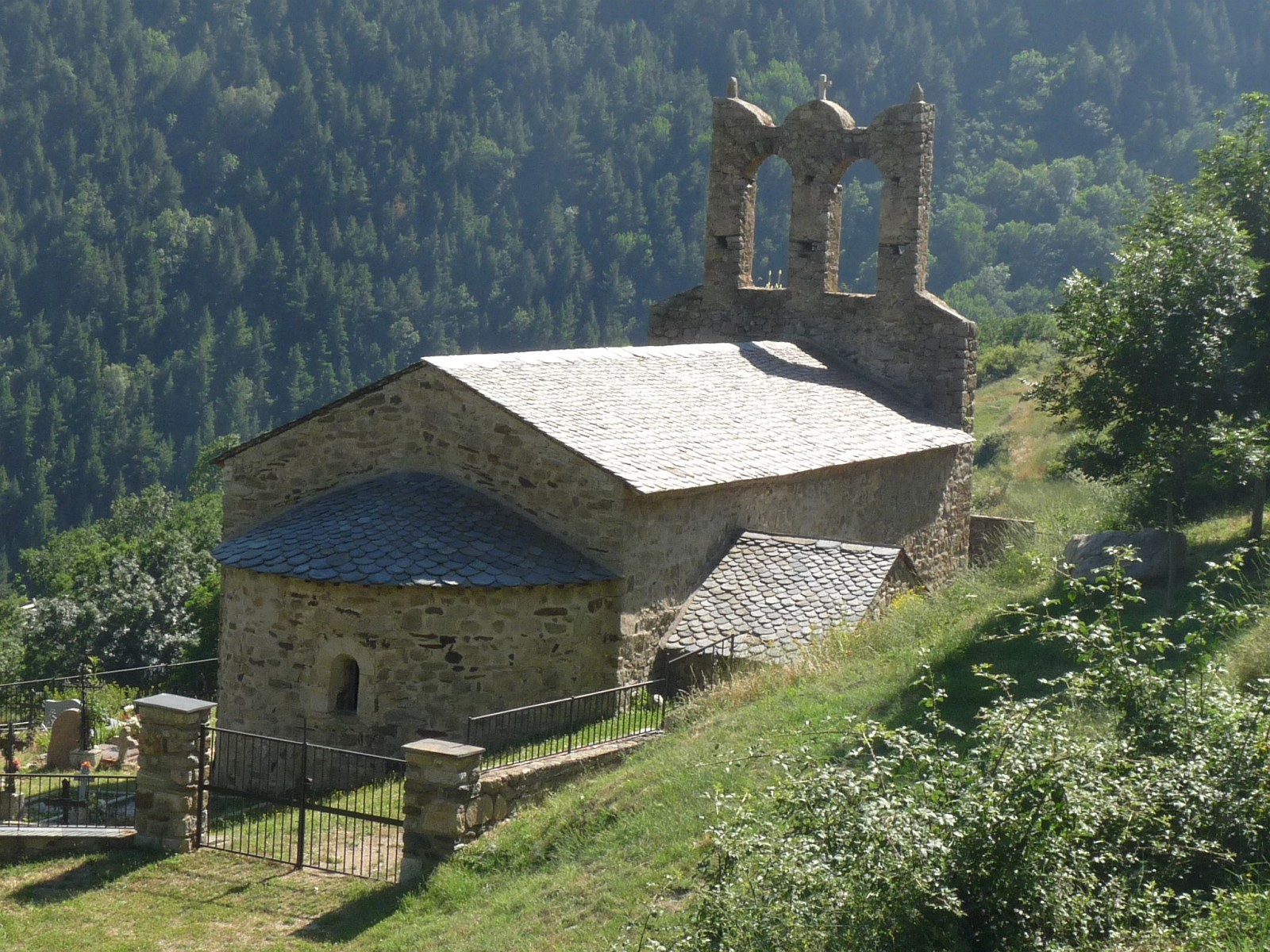
L'església, des del nord-est

L'església, en bon estat per una restauració recent, actualment és buida i desafectada, però ben conservada. És de nau única, capçada a llevant per un absis semicircular i coberta amb volta de canó seguit, lleugerament apuntada. Un ample arc presbiterial uneix la nau amb el presbiteri. La nau presenta senyals d'haver estat originalment més petita i que fou allargada cap a ponent. La porta és a la façana de migdia, a prop de l'absis, cosa no gaire freqüent en el romànic: el seu emplaçament habitual és igualment a la façana sud, però a prop de l'angle sud-oest.